# Архитектура Мађарске
Архитектура Мађарске се подразумева као архитектура Мађарске, а шире и Краљевине Угарске, од освајања до данас.

## У време оснивања земље
Мађарско освајање Карпатског басена је развило историју архитектуре у земљи. Путеви и градови римске провинције нису у потпуности уништени током периода велике сеобе народа, већ су на њима створена нова насеља. Римски објекти су коришћени као виле. Опстале су цркве словенских народа које су прешле у хришћанску веру.
Стефан I Угарски је стварањем феудалне државе захтевао изградњу монументалних камених зграда. Овај захтев је у почетку био задужен за слуге, занатлије са запада, а затим за занатлије, зидаре и италијанске резбаре. Прва црква Калоча је својим тробродним базиличним распоредом и апсидом указивала на италијанске узоре, на најраније хришћанске равенске утицаје. Укључује и базилику Успења Столног Београда, једну од највећих цркава Европе у то време, коју је основао Стефан I Угарски, која је касније постала административни центар, црква за крунисање и традиционално краљевско гробље Краљевине Угарске.
Мање цркве су такође биле под италијанским утицајем. Јачање феудализма је створило нове могућности. Током реконструкције Печујске катедрале, формирана је базилика романске архитектуре, тробродна базилика са полукружном апсидом. Овај систем тлоцрта је остао готово непромењен до 11. и 12. века, али уређење парова кула у Печују није поштовано. Куле су прво красиле западну фасаду, а неколико деценија касније само источну фасаду.

## У доба Арпадовића

### Бела III мађарског доба
Настала једнообразност је замењена сложенијом уметношћу у време Бела III. До византијског краља се очекивало да ће имати велики француски утицај заједно са византијским. То је било очигледније у Острогону, где је желео да створи центар сличан Константинопољу са јединством световне и црквене архитектуре. Катедрала Светог Адалберта и палата Острогон, спаљене 1181. године, били су први пример за то. Надбискуп Јоб је саградио храм, краљевску палату јужно од катедрале и капелу. Иако Бела III није реализовао свој план, управо завршена зграда је предата надбискупу. Међутим, грађевински радови Столног Београда у то време наставили су да следе образац Печуја. Стил мешања развијен у Острогону се манифестовао на много начина почетком 13. века.

#### Ефекат цистерцита
Након француских односа са Острогоном, у Краљевини Угарској су се појавили цистерцити. Систем је са собом донео снажан уметнички програм, укључујући забрану фигуративних скулптура, зидних слика и изградњу кула, савременику Бургоња када је примењена готика. Ред је први пут успостављен у Јегру 1142. Освојени су током владавине Беле III, која је имала исте привилегије као на француском тлу. Преживели су само фрагменти цркава Зирк и Пилис који су настали у то време, али су на крају остали готово нетакнути након монголске инвазије. Цистерцитски утицај се огледа и у манастиру у Панонхалми, основаној током владавине Гезе и у овом стилу је изграђен Будимски дворац.

#### Утицај премонстратешког реда
Према предању, први манастир премонстратешког реда у Мађарској је основан 1130. код данашњег Великог Варадина и његово присуство пре 1135. је документовано. Краљевина Угарска укључује Џунтаран, Чорна, Хатван, Капосфо, Мајк, Турје, Маргитсигет и Зсамбек. Монаси изван монашког и пастирског живота бавили су се мерама аутентификације, преузели су важну улогу у ширењу културе рукописа у Мађарској. Током турске окупације домаће деловање премонстратешког реда је готово престало. Његова имања постала су власништво аустријских провинција у 18. веку.

### Национални манастири
Изражена је свест у изградњи слоја земље 13. века, који је ојачао до краја века. У центру њихових поседа изграђене су цркве које су служиле као места за сахрањивање, обично са малим бројем манастира. Први национални манастир је саграђену 11. веку. Његов основни облик је тробродни систем успостављен у Печујској катедрали, који је затворен полукружном апсидом, али положај кула варира. У Болдви је био пар торњева са источном оријентацијом, али у Акашу (садашња Румунија) је већ напустио своју источну конструкцију и изградио западну. У унутрашњем простору увек постоји просторија за хор. Црква Светог Јакова у Лебенију је саграђена 1208, а затим црква Светог Ђорђа из Јака 1220. Градњу је прекинула монголска инвазија.
Клерикалне цркве су грађене у скромнијој верзији. Према закону Светог Стефана о изградњи десет цркава, села су била уједињена. Међутим, њихови храмови нису били од трајног материјала, већ од дрвета и трске. Закон је предвиђао да село не сме бити удаљено од цркве (као што су Химешхаза или Кишкунфелеђхаза). Између преосталих цркава постоје и централни и дугорочни типови. У ово доба нема много информација о секуларној архитектури. Хроничар Аноним се односи на градине са елементима словенског порекла, утврђења од гранчица и блата. Кула Острогон, која је чинила језгро замка, сугерише да се ова врста зграда већ појавила.

### Изглед готске
Од друге половине 13. века се појавио нови слој друштва као купац уметничких дела. Уметност грађанства је на много начина дошла у контакт са уметношћу краљевских центара. Од закона Бела IV, за заштиту градског насеља подиже камени зид, изграђене куле и капије. Поред црквене уметности, развијена је значајна световна уметност (стамбене куће, бунари, путеви). Градске занатлије нису утицале на архитектуру кућа. Изградња кућа и двораца је постала самосталан уметнички задатак, а готска архитектура се развијала. Одиграо је важну улогу у развоју готске архитектуре. После закона Бела IV, започета је масивна градња, међу којом је започета изградња новог краљевског седишта у Будиму. Иако је краљевски центар већ пребачен у Обуду, сматрало се да је ово место ратно и градња је започета на југу. У то време градња Будима била је још увек на скромном нивоу, главни аспект била је заштита. Поред замка, на северној страни је основан и град.
Изградња је вршена по целој земљи. Бела IV је донирао богатим вођама и подстицао их да чине исто. Војска и епископи су се готово надметали у грађевинарству. Централна кула ових двораца саграђена је на стрмој стени или јарузи, на коју су према терену биле повезане додатне просторије, зидови и капије. Двориште је било уско, овде су цистерне и бунари обезбеђивали воду. Огромне старе куле обично су биле суморне, испуњени су само најскромнији захтеви (Тренчински замак, последњи у садашњој Словачкој).

### Популарна архитектура
Развој градова започет је у 13. веку. Извори истог доба представљају Шопрон, Будим и Острогон као варошице. У тим градовима доминира будимска архитектура, попут фрањевачке цркве Сопрон и проширења светилишта Алба Јулија (потоњег у садашњој Румунији). На њима се заснива готска уметност из доба Анжуа.

## Анжујске и сигисмундове ере
Анжујски краљеви су поставили темеље Вишеградове цитаделе и Краљевске палате. У исто време је трајала изградња Будимског дворца, а у доба Лајоша I Анжујског, темељи данашњег будимског замка већ су били на месту. Након престола Жигмунда Луксембуршког, директна веза успоставила је изградњу Будимског дворца са краљевским центром у Прагу. Луксембуршки је саградио ново крило дворца и кулу од костију које су се уздизале из града.
Било је то златно доба готичке архитектуре у Мађарској. Диошђерска тврђава изграђена током владавине Лајоша I Анжујског је најранија творевина типичног четвороугаоног торња правоугаоног типа замка. Примери овог типа су такође краљевски дворац Тата и замак Братислава из Луксембуршког доба (садашња Словачка). Најбољи примери су из Горње Угарске: Тренчински замак, замак Матија Чака, дворац породице Стибор, замак Холоко, Качића, дворац Ноград и остали. Поред тога, околина у Веспрему (Горјански) и Алфелда је значајна (Ђула). Дворац Јуришић и Сиклос су припадали породици Гари. Замак Хуњади је највеличанственија творевина тог периода.

### Раноготичка црквена архитектура
Током 14. и 15. века готово све епископске катедрале су увећане или обновљене током века. На селу су надмоћни градили монашке и парохијске цркве. Фрањевачки самостан Сечењ је саградио Томас Сечењи. Јанош Хуњади је саградио фрањевачку цркву Тејуш (садашња Румунија), Пал Кинижи је основао павлински манастир, а породица Батори је била активна у Њирбатору. Братиславска капела је такође била предоџба главне црквене капеле.

### Процват популарне архитектуре
У 14. веку популарна архитектура се ширила. Улога престонице се одвијала у Будиму, брзо је саграђена у близини замка, изван града. Типични тип будимске куће успостављен је у 14. и 15. веку и са дугачком фасадом са погледом на улице у балканском стилу. Међутим, многе од ових кућа су изграђене од дрвета и уништене ватром. Већина осталих врста зграда у граду (градска кућа, купалиште, болница) су познате само из извора тог доба. Остаци старе градске куће у Будиму налазе се у згради музеја. Међутим, црквена архитектура је и даље била пресудна у дизајну градске слике. Парохијске цркве су биле тробродне цркве, без попречног крста, смештене на пијачном тргу или у његовој близини. Градске парохије су често настајале уз краљевску подршку, грб Лајоша I Анжујског се налази у градској кући Себеш (садашња Румунија), грб Луксембуршка се налази на цркви Светог Михаила у Клуж-Напока (садашња Румунија), грб Матије Корвина се налази на врху цркве Блажене Девице у Будиму. У градовима су се налазиле и манастирске цркве мендикантског реда. Конструкција градских зидина је већ успостављена. Архитектура трговишта није била значајна, мада се црквена архитектура понекад приближавала нивоу слободних краљевских градова (готска протестантска црква Авас у Мишколцу). Распоред сеоских цркава се није променио, остала је двоспратна конструкција. Величина зграда је повећана, брод апсиде има полигон, ребрасти попречни свод. Кула повезана са западном фасадом. У ердељским саксонским земљама готска конверзија римских цркава била је уобичајена.

## Ренесанса
У другој половини 15. века ренесанса је почела да замењује готику, а немачко-француски ефекат заменио је италијански. Промене је подржала и политика. Прва промена стила догодила се у Будиму захваљујући Матији Корвину. Ренесанса се проширила племством и првосвештеницима. Мађарска ренесанса се дели у три стилска периода:
- Рана ренесанса (1460—1541)
- Зрела ренесанса (1506—1570)
- Касна ренесанса (између 1570—1690 или 1750)

Типично је да су се развиле локалне варијације и да су неки ренесансни феномени коегзистирали.

### Рана ренесанса
Прве ренесансне грађевине биле су Корвинове палате, источно крило Будимског дворца и његово двориште, краљевска палата Вишеград. Њихов стил је пратио тосканску ренесансу. Тада је постављен редослед фасаде (стубови са полукружним или правим гредама), типови прозора и врата, украсни мотиви, који су узорно утицали на каснија градилишта. У Будиму је постојала значајна радионица за клесање камена, где су каменари учили италијанске мотиве.
У другој половини ране ренесансе, нови стил се појавио не само у прекодунавској Мађарској и главним центрима, већ и у Салажу и Срему. Већина следе традиције периода Матија Корвина: резбарије у Њирбатору, фрагменте у Печују, папски трезор врата изграђен 1515. У Трансилванији се, поред тосканског ефекта, може открити и лангобардски ефекат.

### Зрела и касна ренесанса
Знакови зреле ренесансе могу се видети од 1506. у изградњи капеле Бакоч која је важан пример мађарске архитектуре 16. века.
Након Мохачке битке и ванредног стања у Будиму, архитектура се наставила у сасвим другом правцу. У складу са поделом земље, формиране су три уметничке провинције чији се облик језика може разликовати: Прекодунавска, Горња Угарска и Трансилванија.
Међутим, још увек је постојао италијански утицај, док 1526. у Тоскани, а затим у северној Италији, 1570—80. је висока ренесанса имала јачу форму, као и тоскански ефекат, посебно у Трансилванији.
За време касне ренесансе мађарски карактер постаје јачи, није ни један од елемената чисто италијанских присутан, упркос чињеници да су многи италијански мајстори радили у земљи.

#### Прекодунавска Мађарска
У Прекодунавској Мађарској су традиције претходне ере биле најчистије. Италијански војни инжењери су успоставили систем и појавили су се облици високе ренесансе. У другој половини 16. века развили су се облици касне високе, а појавила се и касна ренесанса. Успостављене су нове врсте зграда, попут правоугаоног типа замка са аркадама, попут уништене тврђаве Кањижа од Питера Ферабока и замка Егервар.
Докази касне ренесансе су углавном дворци, као што је садашња Аустрија, доминантни облик - лође Ватрогасног торња Сопрон, који се такође појављивао на стамбеним кућама.

#### Горња Угарска
Карактеристични стил Горње Угарске се развио у италијанском ефекту и има изванредну разноликост. Дворац Сароспатак се саградио на почетку периода. Градилиште из 16. века се налази у округу Перењи. У другој половини века уследиле су многе градње: дворац Тренчин 1540, Маркушовце 1567, Оравски замак 1561—1611, Банска Бистрица 1564—65, Битча 1571—1605.
Касна ренесанса је владала у 17. веку, а то се одразило у изгледу двораца (замак у Долној Мичини 1667, Топољчјанки 1662, куће у Љевочи и Прешову). Архитектура старе жупаније Сзепеса и Сароса, која је названа париском ренесансом, представља посебну боју, а због свог локалног карактера се лако разликује од пољских, аустријских и чешких кућа. Најкарактеристични докази су дворац Бетлановце (1564), звоник Кежмарок (1591), црквени торањ Свиња (1628), дворац Кежмарок Имриха Токолија, дворац Фричовце (1623—30) и неколико кућа Љевоча и Прешова.

#### Трансилванија (садашња Румунија)
Ренесанса је развила своју слику која је настала према италијанским нацртима под управом краљевског центра. Висока ренесанса је имала велики утицај 1530—70.
Од друге половине 16. века се рачуна касна ренесанса, која је започела изградњом замкова (Велики Варадин, Фагараш, Шимлеју Силванјеј, Клуж-Напока). Успостављена је резбарењем камена у школи Клуж.
Архитектура са поклапа са Трансилванијом, великих замкова из 17. века, краљевски дворови који такође служи као модел (општина Јернут и Јенопоље).
У другој половини 17. века, заустављена су градилиштима од националног значаја, палате су изграђене уместо двораца. Крајем 17. века основана је трансилванска ренесанса, која се манифестовала пре свега у декоративном дизајну. 

## Османско-исламска архитектура
Осим Шпаније, ретко постоји европска земља у којој је муслиманска архитектура и даље присутна. Због тога се посебна пажња поклања овим уметничким делима, иако нису од изузетне вредности, која су и даље доступна у Мађарској.
Турци су градили употребљавајући старе зграде или због њихове културе био је потребан нови тип зграде, што није било много квантитативно.

## Барок
Архитектура барока Мађарске је дуго била повезана са позном ренесансом. Развила се са европским струјањима, а први пут је успостављена у литератури након дела Петера Пазманија.

### Рани барок
Контрареформација је била основа архитектуре 17. века. Радови на задовољавању потреба католичког првосвештеника и аристократије започели су 1620-их. Прво сећање на барокну архитектуру у Краљевини Мађарској била је језуитска катедрала Апостола Јована (садашња Словачка). Споменици градње започете након језуита укључују бенедиктинску цркву Светог Игнасија де Лојола у Ђеру и катедралну базилику, реконструкцију цркве Светог Ђорђа у Шопрону и некадашњу језуитску цркву у Кошицама. Архитекте тог доба обично су били италијански мајстори, као што су Карло Мартино Карлоне (1616—1667) и Антон Ерхард Мартинели (1684—1747). Мађарску барокну црквену архитектуру карактеришу истакнуте куле и капије са прозорима осветљеним бочним бродом.
Архитектура дворца је пратила традиције претходног века (Маркушовце). Први барокни замак саградио је за Павле I, а у Ајзенштату италијански архитекта Карлоне. Архитектура замка се, међутим, појавила тек после турских борби. Дворац Савоја у Српском Ковину (1700—1702) је први пут изграђен према плановима Јохана Лукаса фон Хилдебранта. Његов план у облику слова У, који ће бити средиште замка, потпуно се разликује од некадашњих типова замкова. Главна линија архитектуре дворца пратила је ово, али француски образац следио се од двадесетих до тридесетих година 18. века.

### Барок из 18. века
У почетку је секуларна архитектура потискивана црквеном градњом, попут Кармелитске цркве у Ђеру, језуитске цркве Тренчин (садашња Словачка), Универзитетске цркве у Пешти итд. Поред тога, већина цркава Алфелда је изграђено на остацима ранијих цркава (Кишкунфелеђхаза, Кечкемет). Врхунац барокне световне архитектуре догодио се у другој половини 18. века. На захтев краљице Марије Терезије, обнова Будимског дворца је започела уз помоћ Јадота (1710—1797), Игнаца Орасека (1750—1770) и Франца Антона Хилебранта (1719—1797). Владичанске палате су изграђене црквеним новцем.

Међу најпознатијим црквама подигнутих у доба барока укључују Миноритенкирхе цркве у Јегру и Свете Ен Париш у Будиму. Цистерцитска црква Столни Београди је изграђена до 1756. године, са највреднијим рококо намештајем у Мађарској у сакристији. Истовремено, врло богата базилика Светог Стефана, коју је обновила краљица Марија Терезија, завршена је до 1771, која је од 1777. постала катедрала епархије Столни Београд. Један од најистакнутијих и најлепших примера каснобарокне архитектуре замка у Мађарској је краљевска палата Годоло. Ефекат замка добро илуструје чињеница да се од тада говори и о краљевској палати Годоло, што је, између осталог, утицало и на градске палате. Барокне куће су остале у Егеру, Будиму, Шопрону и Веспрему. У ово време градитељи су углавном били мађарски мајстори. Барок је почео да утиче на сеоску архитектуру и формирао се сељачки барок у народном стилу. Каснобарокни стил огледа се у делима Мелхиора Хефела и Јакоба Фелнера, као што су надбискупска палата Веспрем, катедрала и бискупска палата Столни Београд, црква Светог Стефана у Папи. Класични елементи попут забата и јонског реда почели су да се шире.
- Краљевска палата Годоло.
- Унутрашњост цркве Светог Емерика из Столног Београда.
- Унутрашњост Миноритске цркве у Егеру.
- Катедрала и бискупска палата Сомбатхељ.
- Универзитетска црква у Пешти.
- Кармелитска црква у Ђеру.

## 19. век

### У првој половини 19. века
Мађарска архитектура прве половине 19. века диктирала је класицистички облик одређене националне верзије. Национална свест која се развијала обликовала се у овом стилу. Дело Ференца Казинција се проширило и постало популарни стил света. После развоја Пеште као града, надвојвода Јосиф је основао одбор за улепшавање 1808. Одбор, који је радио до 1857, обезбедио је урбанистички дизајн нових градилишта и стилску јединицу, олакшавајући тако грађански приступ класичној музици. Зграде су се одликовале пуританизмом. Почело је повећање дворца, кућа у низу, јавних зграда. Прву већу зграду пројектовао је Михаљ Печи (1755—1819) реформисана велика црква у Дебрецину. У деценијама пре реформе, његово место су заузела два водећа господара, Михаљ Полак (1773—1855) и Јожеф Хилд (1789—1867). Они су имали водећу улогу и у мађарској реформској ери. Полаково прво самостално дело била је лутеранска црква на тргу Деак у Будимпешти, која је тада дизајнирала неколико палата и двораца. Његово главно дело је зграда националног музеја, која заузима значајно место у Европи. Хилдова операција је дефинисала класицистичку слику главног града у настајању и такође је извршавала црквена наређења. Важнија је изградња Матијаса Зитербарта (1803—1867), Ференца Каселика (1795—1884), Јозсефа Хофричтера (1779—1835) у Пешти. У близини Пеште и Будима, главно средиште класицистичке градње био је Острогон. Изграђена је базилика, у почетку заснована на плановима Јаноса Пачка (1796—1839), коју је довршио Јожеф Хилд. Класицистичке куће градиле су се широм земље, понекад и провинцијске.

Од средине 19. века задржали су се ефекти романтизма који је већ користио оријенталне елементе. Његов водећи мајстор постао је Фригиес Фесзл (1821—1884). Први пут је покушао да створи националну архитектуру, користећи маварске и византијске елементе. Његово главно дело постало је Vigadó of Pest, које је такође дело европског романтизма.
- Народни музеј (1837—1847) је дизајнирао Михаљ Полак.
- Базилику Острогона (1822—1869) је дизајнирао Јожеф Хилд.
- Фасада неокласицизма катедралне базилике у Егеру (1831—1836).
- Сечењијев ланчани мост (1840—1849).
- Концертна дворана Вигадо (1859—1865).
- Романтична синагога у Печују (1869).

### Доба дуализма
Најважнији архитекта друге половине 19. века био је Миклош Ибл (1814—1891), започет из романтизма. Његов утицај, међутим, пре се очитовао у ширењу историцизма. После 1860. појавиле су се историчарске тежње, прво ренесансни препород (мађарска државна опера). Фригијес Шулек (1841—1919) и Имре Штајндл (1839—1902) били су укључени у васкрсавање стилова неоготског и неороманичког препорода (Рибарски бастион, зграда мађарског парламента). У 19. веку су коришћене разне еклектичке и необарокне палате.
Еден Лехнер се суочио са историјским тежњама. Желео је да створи националну архитектуру, па је тражио да створи независни дизајн. Са нагласком на источном наслеђу мађарског народа, увео је у архитектуру магарећи лук и друге источне елементе, које је додао из мађарске народне уметности, стварајући специфичну сецесију. Његов рад имао је огроман утицај на млађу генерацију, посебно са зградама изван Будимпеште. Његови следбеници су били Еде Тороцкај-Виганд (1870—1945), Кароли Кос и Геза Маркус.

Сецесија Иштвана Медјасаја (позориште Петофи из Веспрема, Шопрона, Црква Свете Елизабете у Муљи) у неколико аспеката упућује на авангарду. Након Првог светског рата завршио се процват мађарске сецесије, иако су сеоске куће у сецесији изграђене чак и 1920-их. Међутим, само је гипсана архитектура сачувала мотиве народне природе.
- Зграда мађарског парламента.
- Хотел Босколо.
- Трг Кос Кароли у Векерлетелепу, Будимпешта.
- Градска кућа Кечкемет.
- Геолошки музеј у Будимпешти.
- Музеј примењених уметности.

## 20. век
Први модерни мађарски архитекта Бела Лајта (1873—1920) кренуо је од Лехнерових тежњи, који су истовремено са експериментима у западној Европи и Америци тражили нове начине. Пословна кућа је прва модерна мађарска зграда. Поред тога, Морић Погани (1878—1942) и Денеш Ђерђи (1886—1961) били су једни од иноватора. То укључује чињеницу да је Први светски рат веома утицао на историју мађарске архитектуре.
Између два светска рата, еклектичке тежње су оживеле неко време, али су нове струје постајале све јаче. Црквене зграде обновљене су делима Аладара и Берталана Аркаја, Ђула Риманоција, Кароља Вајхингера и Ивана Коциса, углавном са италијанском инспирацијом.
CIAM је поставио циљ за увођење идеја Баухаус у Мађарској. Одлучио је да формира националне групе на свом конгресу у Франкфурту на Мајни 1929. На конгресу је учествовао Фаркас Молнар са неколико мађарских архитекта. По њиховом повратку формирана је група CIAM коју су предводили Фаркас Молнар и Јожеф Фишер. Мађарска група CIAM назвала се секцијом CIRCAC према управном одбору CIAM. Његов рад се манифестовао у ширењу модерне архитектуре, повезаним друштвеним критикама и дизајну зграда у складу са Баухаусовим принципима. Периодика простор и форма (коју су груписали савремени напредни архитекти) углавном је објављивала планове чланова мађарске групе CIAM у јануару.
Типична активност групе до 1932. била је углавном агитативна.
Њихова прва манифестација је удружење инжењера и архитеката 1928. Била је то дебата о модерној архитектури у новембру, где је Јожеф Фишер (градилишта у Франкфурту) представио извештај са сликама, са Полом Лигетом.
Изложбе групе прва изложба је организована у оквиру кућног намештаја и домаћинства 1931. за јесењи сајам. Овде је представљен план за студентски дом. Идеја је садржала традиционално размишљање о архитектури, животног стила и социолошке промене, идеја је настала 1960-их, па је форум за дискусију организовао нови часопис за писање.
У пролеће 1932. група је организовала сопствену (другу) изложбу у галерији Тамас. На овој су изложби њихове теоријске и пропагандне активности уредно представљене јавности. Изложене су слике, цртежи и статистички подаци обрађени на картону, који показују лоше социјалне услове у Мађарској.
Трећа изложба групе је организована 1932. у оквиру занатске индустрије. Друштвено-политички тренд је био снажан, па је део њиховог материјала полиција запленила пре отварања. Изложба под називом Кућа, град, друштво позивала је на стварање социјалне архитектуре. Ово је била последња изложба групе, а уједно и крај прве фазе њеног деловања.

Током друге фазе активности, група је извршила заједничке задатке планирања. Њихове активности су углавном биле локализоване за дизајн станова и приватних домова финансијски богатих цивилних клијената, представљајући модернији дух. Поред датог друштвеног и политичког оквира у Мађарској, ово је такође део чињенице да је јединство групе постепено срушено, заједнички рад отказан, па чак ни мађарски материјал није могао да се састави за конгрес CIAM-а 1938. године, тако да се мађарска група те године распала. Међутим, његов архитектонски ефекат је постао плодоносан тек после Другог светског рата.
- Црква Исуса Христа светаца последњих дана, Аладар и Берталан Аркај, 1932—33.
- Архитектура Ђула Риманоција, 1933—34.
- Павлинска црква, Печуј, Карољ Вајхингер, 1936—37.
- Будимпешта, Јожеф Фишер, 1933—34.
- Архитектура Иштвана Нирија, 1940.
- Агенција за материјале и цене у Будимпешти, Иштван Нири, 1942.
- Галерија улазне зграде аеродрома Ференц Лист Будимпешта, Дејвид Кароли, 1939—48.

Најважнији архитектонски задатак година након Другог светског рата била је рестаурација земље. У почетку су се модерни експерименти наставили, али током диктатуре социјална архитектура која је већ цветала у Совјетском Савезу постала је узор који треба следити, а ова архитектура се манифестовала у застарелом еклектичном класицизму (градња у Дунаујварошу, партијске куће, блокови, стамбена насеља). Ово доба има своје архитектонске вредности. Ту спадају: Золтан Фаркасди, Ђерђ Јаноши у Геделу и Ђула Риманоци.
- Универзитет примењених уметности, Золтан Фаркасди.
- Водоторањ у Геделу, Ђерђ Јаноши.
- Универзитет за технологију и економију у Будимпешти, Ђула Риманоци.

Нова архитеката која се развијала у посебним социјално-економским условима периода након Мађарске револуције 1956. студенти универзитета, млади инструктори, практичари, као и савременици, живели су заједно са непрестано променљивим догађајима друштвеног, економског и техничког, уметничког аспекта. Тако су заједно постали представници генерације креативне архитектуре краја века, поставши тако „мост” између претходних пионира и оних који долазе после њих.
Период се протеже од 1956. до краја 20. века, као време за значајне и драстичне промене. У социјалној политици, диктаторска владавина, изгубљена револуција, једнопартијске кризне ситуације, контролисане друштвено-економске формације, промене политичког система, демократије, довеле су до данашњих проблема глобализације.
У међувремену, доба техничких и технолошких промена су дефинисале архитектуру века. Неке од промена су велика национализована грађевинска индустријализација, прелазак са цигле на бетон, префабрикација, металне и лаке конструкције и промена типа конструкције, ширење асортимана грађевинских материјала који ће се користити.
Процес промене архитектонског идеала није ништа мањи: архитектонски дух је кренуо од источне перспективе до трагова и искустава ране мађарске авангарде, док су инструктори и ученици, заједно са младим практичарима, учили принципе Баухауса, идеју функционалности, структуре, модерног формирања материјала и облика, дух колективизма. Интерпретација архитектуре се проширила на еколошку културу, заштиту животне средине, урбану науку и економију, грађевинарство и грађевинску политику. Такође се променила опрема и алат архитекта.
Као резултат свега наведеног, 1960-их је постојало интересовање за савремене форме, репрезентативне зграде тог доба, индустријске зграде, болнице, хотеле и пословне зграде (Јожеф Финта, Золтан Гуљаш, Ђерђ Јаноши, Питер Молнар итд).
Дизајн и изградња нових урбаних подручја (стамбених насеља) су трансформисали урбано планирање и архитектуру у независно подручје. Још увек стамбене јединице изграђене од префабрикованих елемената у то доба имају пресудну улогу у испуњавању друштвених очекивања, као и у култури животне средине и социјалним социолошким процесима који се полако мењају.

### Органска архитектура
Органска архитектура Имреа Маковеца и Ђерђа Чета је одвојена од званичних облика.
- Друштвени центар Какасд, Имре Маковец.
- Архитектура Имра Маковеца.
- Кућа фонтана, Ђерђ Чете.
- Шумска кућа у националном парку, Ђерђ Чете.